# 十二烷醇
十二烷醇（英語：dodecanol）又称十二醇，為化學式C12H26O的醇類，通常指直链的十二烷醇，有：
- 1-十二烷醇
- 2-十二烷醇
- 3-十二烷醇
- 4-十二烷醇
- 5-十二烷醇
- 6-十二烷醇